# 天皇制
天皇制（日语：／）是日本昭和时代初期产生的一个用语，用以指称“日本独特的君主制”或“以天皇为中心的日本君主制及国家体制”。狭义上，它特指《大日本帝国宪法》下的君主制；广义上，则也包括近代以前的“古代天皇制”以及《日本国宪法》下的“象征天皇制”。
“天皇制”一词最初是在战前左翼内部的国家体制论争（如“日本资本主义论争”“天皇制国家论争”）中，由日本共产主义派系讲座派创造出来的马克思主义术语，带有批判、否定的含义。二战结束后，该词语作为“日本固有君主制”的社会科学术语，也被持肯定立场的人士使用。不过，由于这个词原本是作为“应当被推翻的对象”（如同德国革命中的德国君主制）而创造的贬义词，因而即使在战后，也有一些立场较为肯定的人依然回避使用这一术语。例如，与战前相同，宫内厅（原宫内省的继承机关）在战后仍使用“皇室制度”这一表述。